# Canal de contournement de Saint-Laurent-sur-Saône
Le canal de contournement de Saint-Laurent-sur-Saône est un petit canal de 3,675 km qui naît et se jette dans la Saône tout en passant à l'est de Saint-Laurent-sur-Saône.

## Histoire

Situation du canal.

Au début des années 1980, il fut décidé de la mise au gabarit européen de la ligne fluviale Rhin-Rhône et du creusement d'un canal de contournement de Saint-Laurent qui se trouve maintenant être une île reliée aux communes voisines par des ponts. Ces travaux titanesques, déclarés le 24 novembre 1986, ont été rendus nécessaires par l'impossibilité qu'avaient les bateaux de passer sous le pont Saint-Laurent lors des crues.

## Éléments d'architecture

### Les ponts
Il existe trois ponts utilisés pour la circulation automobile :
- pont de la route départementale 68a : pont situé le plus au nord, il permet de rejoindre Pont-de-Vaux, Feillens et le nord de Replonges
- pont de la route départementale 1079 : ce pont est aussi situé dans la commune de Replonges permet de relier Mâcon à l'est à Bourg-en-Bresse à l'ouest
- pont de la route départementale 51 : c'est le pont localisé le plus au sud et est situé à Grièges juste avant le confluent. Il permet de relier Mâcon à Grièges et Cormoranche-sur-Saône.